# Medieskandal
En medieskandal kännetecknas enligt sociologen John B Thompsons bok Political Scanadal – Power and visibility in the media age av någon form av moraliskt gränsöverskridande, en grad av hemlighetshållande, offentligt missnöje samt att händelsen förvandlas till ett narrativ.  Ofta handlar medieskandaler om sex, makt och pengar. Framväxten av moderna medier har skapat kanaler för att synliggöra den privata sfären vilket kan ha konsekvenser för offentliga personer när deras privatliv exponeras i media och leda till minskad trovärdighet och eventuell avgång för personen i fråga.
En skandal följer ett förlopp, som beskrivits av John B. Thompson i sin bok Political Scandals. En skandal kräver i sin början ett överskridande av moraliska gränser som hemlighålls, att detta överskridande upptäcks och väcker missnöje eller ogillande och att det blir allmänt känt. För att det ska utvecklas till en medieskandal krävs att händelsen lyfts från en lokal och rätt begränsad nivå till att förmedlas genom en eller flera mediekanaler och att skandalen därmed får en spridning som är oberoende av den ursprungliga händelsens placering i tid och rum. 

## Några kända medieskandaler
Watergate
Watergateaffären som pågick under 1972-74 ledde till slut till att USA:s president Richard Nixon tvingades avgå. Affären tog sin början med ett inbrott i det Demokratiska partiets högkvarter i kvarteret Watergate i juni 1972. Under tiden skandalen utvecklade sig, framkom att Vita huset och även president Nixon hade kopplingar till inbrottet samt att det fanns bandinspelningar från Nixons kontor som bevisade detta samt att man försökt hemlighålla sin inblandning. Inom administrationen fanns en källa, Deep Throat, som försåg journalisterna Carl Bernstein och Bob Woodward på Washington Post med information om affären. Watergateaffären pågick under en längre tid och president Nixon motarbetade länge alla försök från utredarnas sida att få tillgång till de omtalade banden, men i augusti 1974 avgick Nixon slutligen för att förekomma att bli avsatt.
Lewinskyaffären
Lewinskyaffären är en av de medieskandaler som fått mest genomslagskraft. Den dåvarande amerikanska presidenten Bill Clinton hade en sexuell relation med Monica Lewinsky, en 22-årig praktikant i Vita Huset. Detta väckte enormt starka känslor när det blev känt och skandalen blev total. Främst på grund av det faktum att den amerikanska presidenten under ed ska ha förnekat anklagelserna om sexuella relationer med Lewinsky men tids nog kunde kraftiga bevis offentliggöras och alltså ställa Bill Clinton mot väggen. 
Tiger Woods
Den 25 november  2009 skrev The National Enquirer att Tiger Woods hade en utomäktenskaplig affär med nattklubbsmanagern Rachel Uchitel. När Tiger Woods något senare var med i en bilolycka utanför sitt hem, fick även ryktet om otrohet ny näring. Fler avslöjanden om ytterligare älskarinnor publicerades. Tiger Woods tog därefter en paus från golfen fram till april 2010. Medieskandalen har nått stor omfattning och flera av Tigers sponsorer har avbrutit sitt samarbete med honom.